# Naučná stezka Swamp

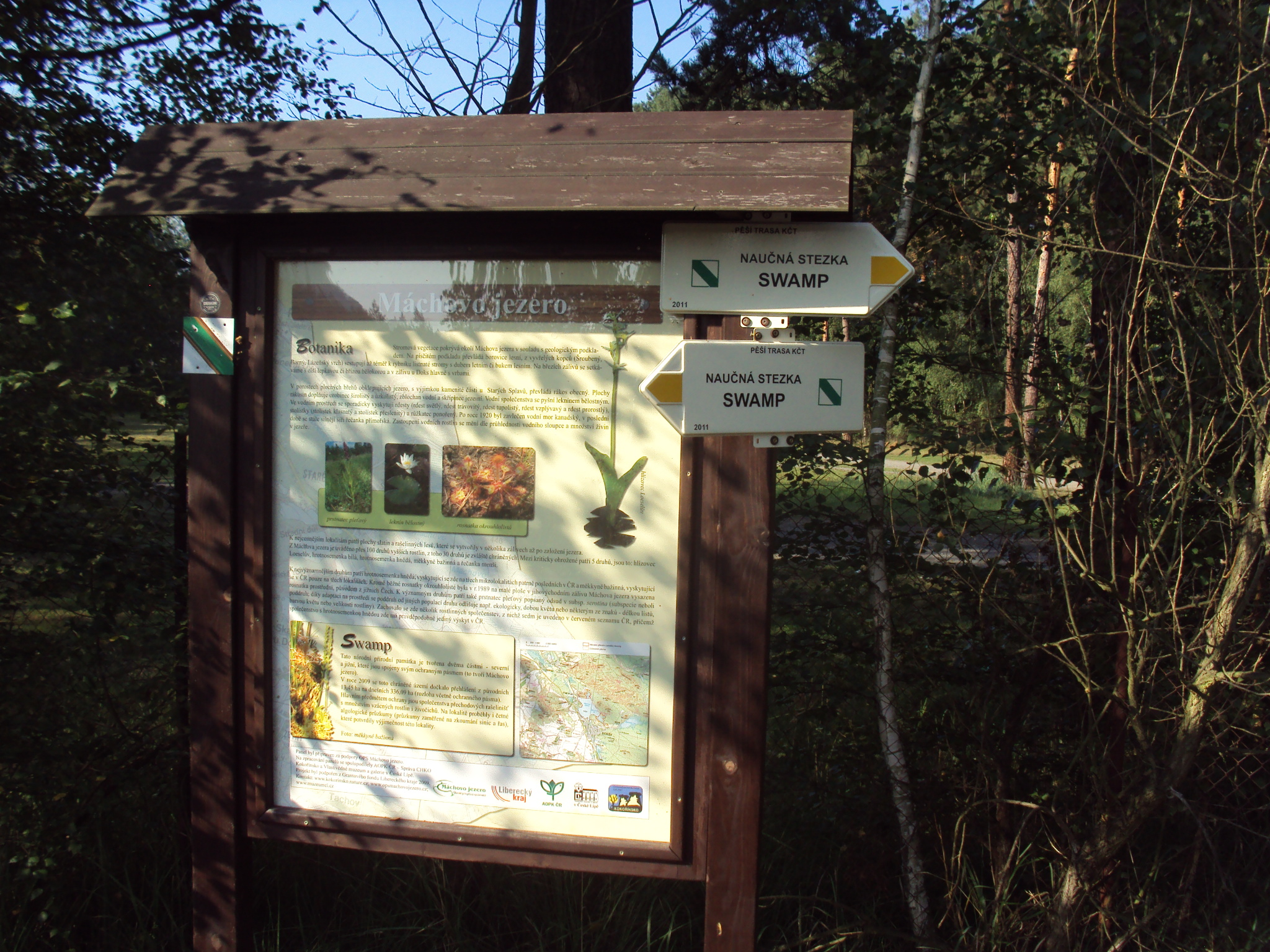
Jeden z panelů na trase

Naučná stezka Swamp byla vytvořena v roce 2010 na březích Máchova jezera poblíž města Doksy a připojených Starých Splavů. Vede souběžně s dalšími naučnými stezkami. Přibližuje návštěvníkům zdejší národní přírodní památku Swamp. V seznamu tras KČT má číslo 8021.

## Základní údaje
Národní přírodní památka (NPP) byla vyhlášena při východní (Břehyňské) a severní zátoce Máchova jezera v roce 2009, ovšem zdejší bažinaté úseky (Swamp znamená v angličtině bažina) byly částečně chráněny již od roku 1972. 
Stezku včetně šesti naučných tabulí a značení stanovišť na trase zajistila obecně prospěšná společnost Máchovo jezero z fondů Libereckého kraje v roce 2010 s cílem seznámit četné návštěvníky s chráněnou faunou i flórou i rybníkářstvím Máchova jezera. Trasa nemá žádné zvláštní značení, je vyznačena na informačních tabulích a je využito pásové značení KČT i souběžně vedených jiných naučných stezek z Doks. Původně byla stezka okružní kolem Máchova jezera a délka okruhu byla 15 km, v současné době má délku 10 km a začíná v Doksech na náměstí, dále vede kolem severozápadního břehu jezera, aby skončila na rozc. U Swampu na opačné straně jezera. Mapku i s informacemi je možné získat v informačních střediscích Doks i Starých Splav. 

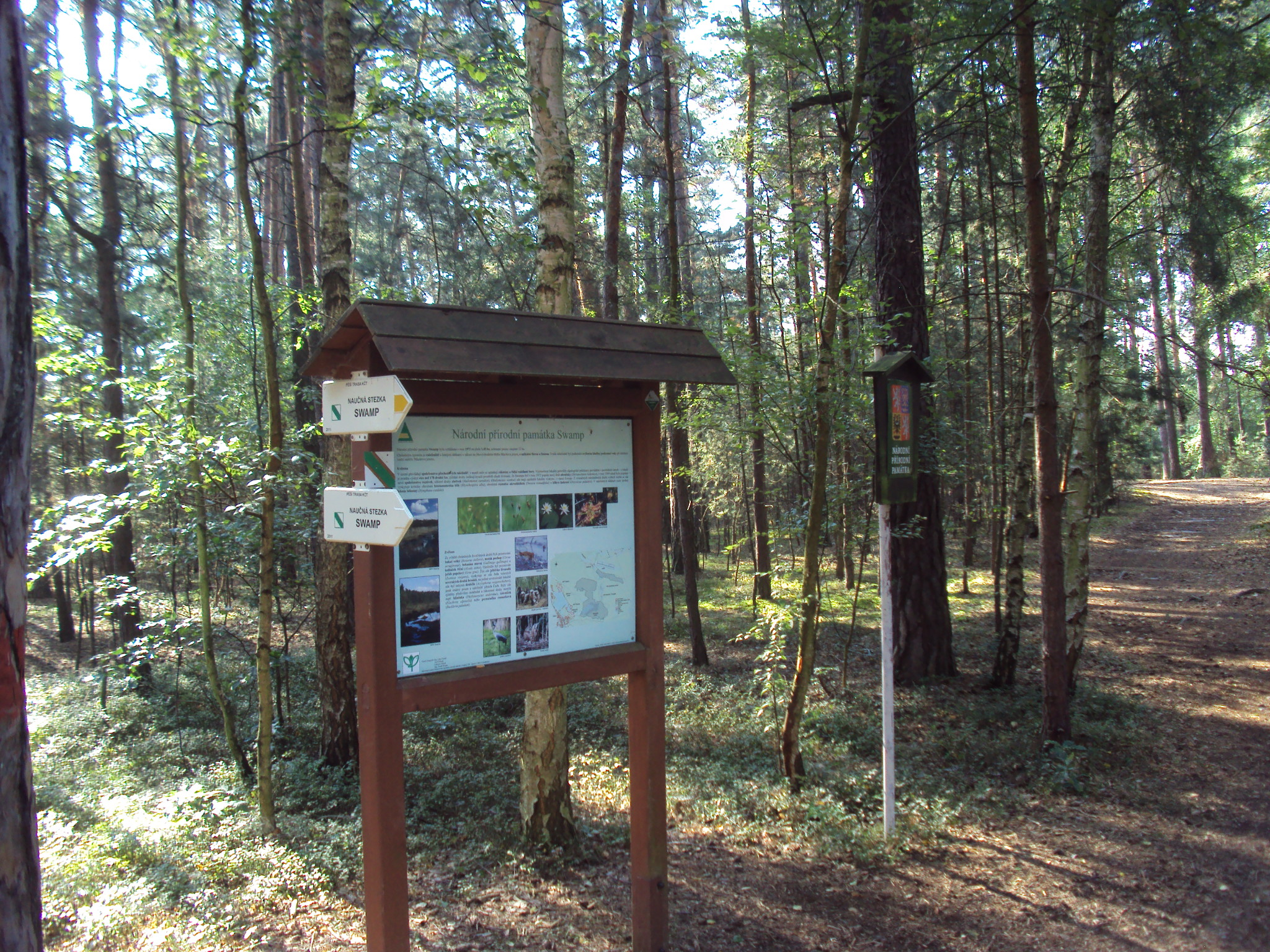
Další z informačních panelů Swampu

## Další naučné stezky
Okolím Máchova jezera byly v posledních letech vybudovány další naučné stezky, které se trasami s touto z větší části prolínají. 
- Naučná stezka Se čtyřlístkem okolo Blaťáku
- Naučná Máchova stezka[2]